# スウェインズ島

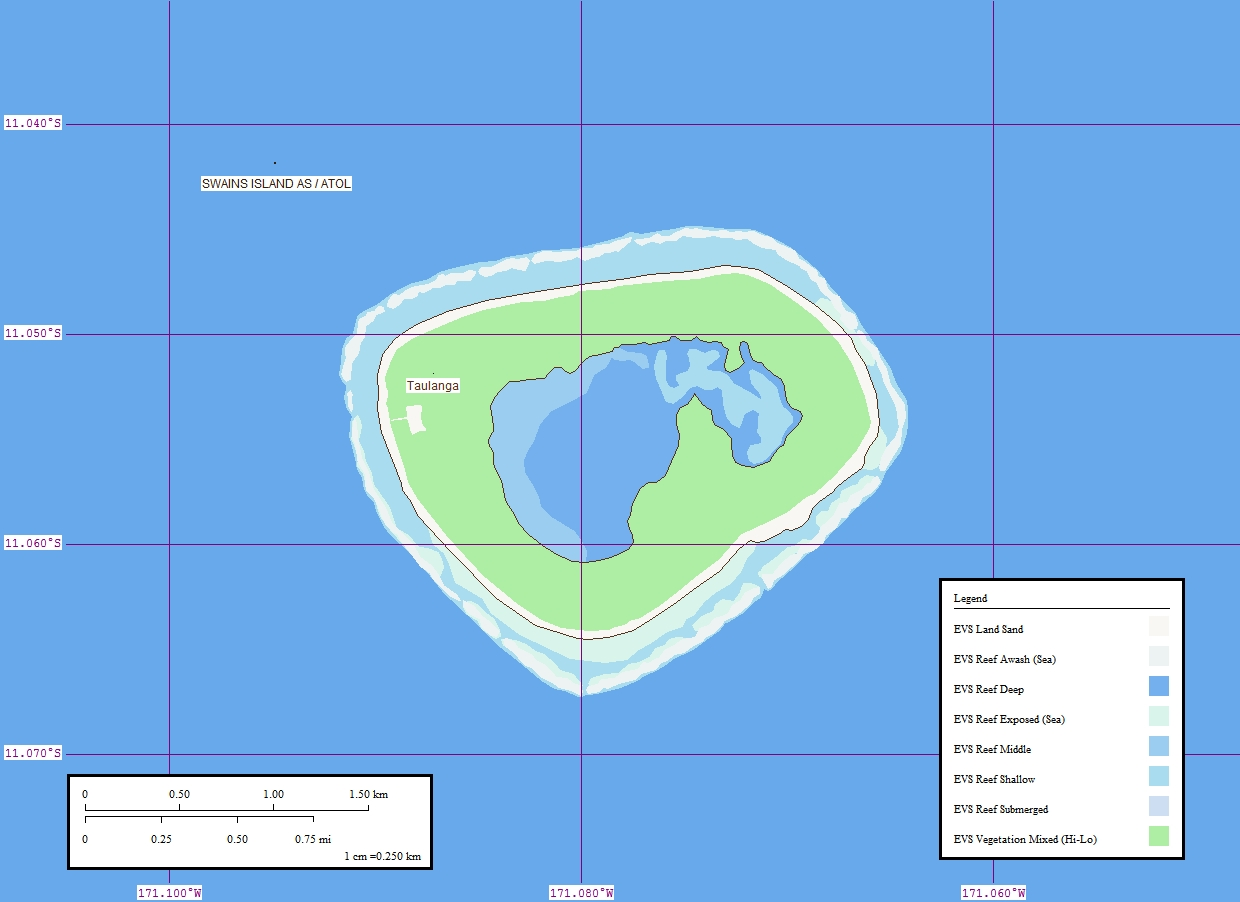
島の全域

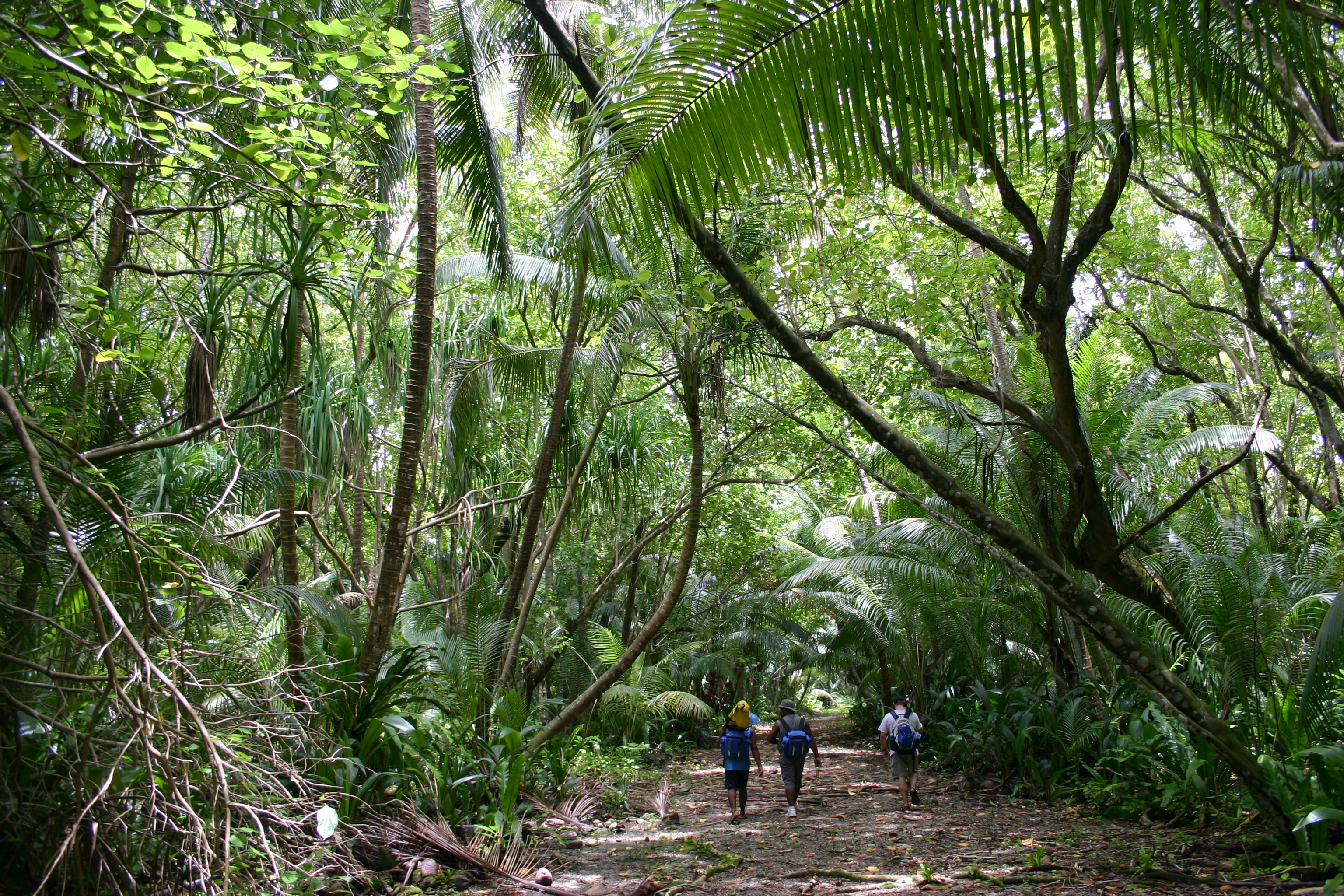
島内の熱帯樹林

スウェインズ島 （英語: Swains Island、又はオロセンガ島、トケラウ語:Olohega Island）は、南太平洋のアメリカ領サモアにある面積2.60km2の小さな珊瑚礁の島である。人口17人（2010年国勢調査）。
アメリカ領サモアの一部の島だが中心部のトゥトゥイラ島から北の遠く360kmも離れており地理的に隣のニュージーランド領トケラウ諸島に属しており、トケラウ諸島側はオロセンガ島と呼び、また同島の返還も求めている。

## 歴史
- 1606年にスペイン人航海士ペドロ・フェルナンデス・デ・キロスが島を発見し、デ・ラ・ヘンテ・エルモサ島（de la Gente Hermosa）と命名したが、1814年にアメリカの捕鯨船のヘンリー・ハドソン船長が島を訪問し、スウェインズ島と島の名を変えた。その後、3人のフランス人がコプラのプランテーションをするために島に移り始めるが、彼らは確立出来なかった。
- 1856年にアメリカのイーライ・ハッチンソン・ジェニングズがスウェインズ島に移り住み、以後ジェニングズ一家がこの島を個人領有した。
- 1980年ニュージーランドがトケヘガ条約（英語版）[1]で、スウェインズ島がアメリカの領土（アメリカ領サモアの一部）である事を認める。
- 2006年2月15日トケラウ諸島で行われた国民投票で、スウェインズ島はトケラウ諸島の一部であると主張。